# Sela pri Volčah
Sela pri Volčah je naselje v Občini Tolmin.